# ورونیکا مارچوک
ورونیکا اولِـنا مارچوک (لهستانی: Weronika Olena Marczuk؛ زادهٔ ۲۸ نوامبر ۱۹۷۱) وکیل، بازیگر، تهیه‌کننده فیلم، نویسنده، فعال اجتماعی و شخصیت تلویزیونی اوکراینی-لهستانی است.
از فیلم‌ها یا مجموعه‌های تلویزیونی که وی در آن‌ها نقش داشته است، می‌توان به پرستار کودک و خانه کشیش اشاره نمود.